# Francisco de Paula Rodrigues Alves
Francisco de Paula Rodrigues Alves, PC (phát âm tiếng Bồ Đào Nha: [frɐsisku dʒi pawlɐ rodriɡis awvis]; 7 tháng 7 năm 1848-16 tháng 1 năm 1919) là chính trị gia người Brasil đầu tiên đảm nhiệm chức thống đốc của bang São Paulo vào năm 1887, Sau đó, Bộ trưởng Tài chính trong những năm 1890. Rodrigues Alves được bầu làm Tổng thống của Brasil trong năm 1902 và phục vụ cho đến năm 1906.
Trong nhiệm kỳ này, ông tái xây dựng thủ đô lúc đó của Brazil, Rio de Janeiro, một nỗ lực bị ngắt quãng bởi "nổi loạn Vaccine" năm 1904. Ông được bầu làm tổng thống nhiệm kỳ thứ hai vào năm 1918, nhưng đã chết trong đại dịch cúm trước khi nắm giữ quyền lực, vào ngày 16 tháng 1 năm 1919. Ông đã được kế nhiệm bởi vị phó của mình, Delfim Moreira.